# BHÉV
Budapesti Helyiérdekű Vasút, BHÉV, HÉV – węgierska naziemna kolejka podmiejska, którą zarządza MÁV Személyszállítási Zrt. Kursuje od dzielnic Budapesztu do miast leżących w okolicach stolicy (20-50 km od miasta). Kolejką można podróżować zarówno w obrębie Budapesztu, jak i poza granice miasta. Obecnie istnieje pięć linii HÉV.

## Obecne linie BHÉV

Linie HÉV w Budapeszcie

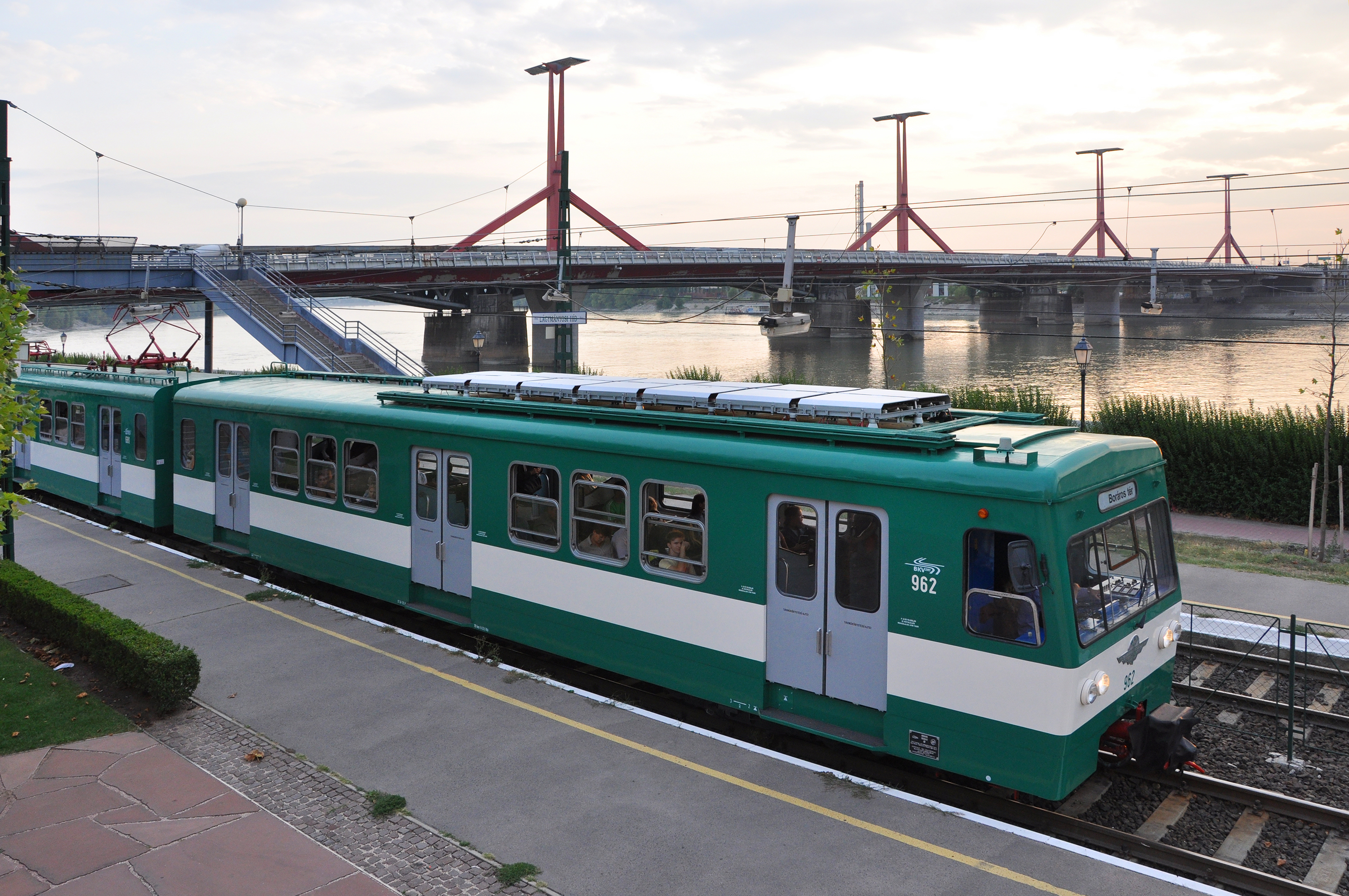
Wagony typu 14 MIXA na stacji Rákóczi híd

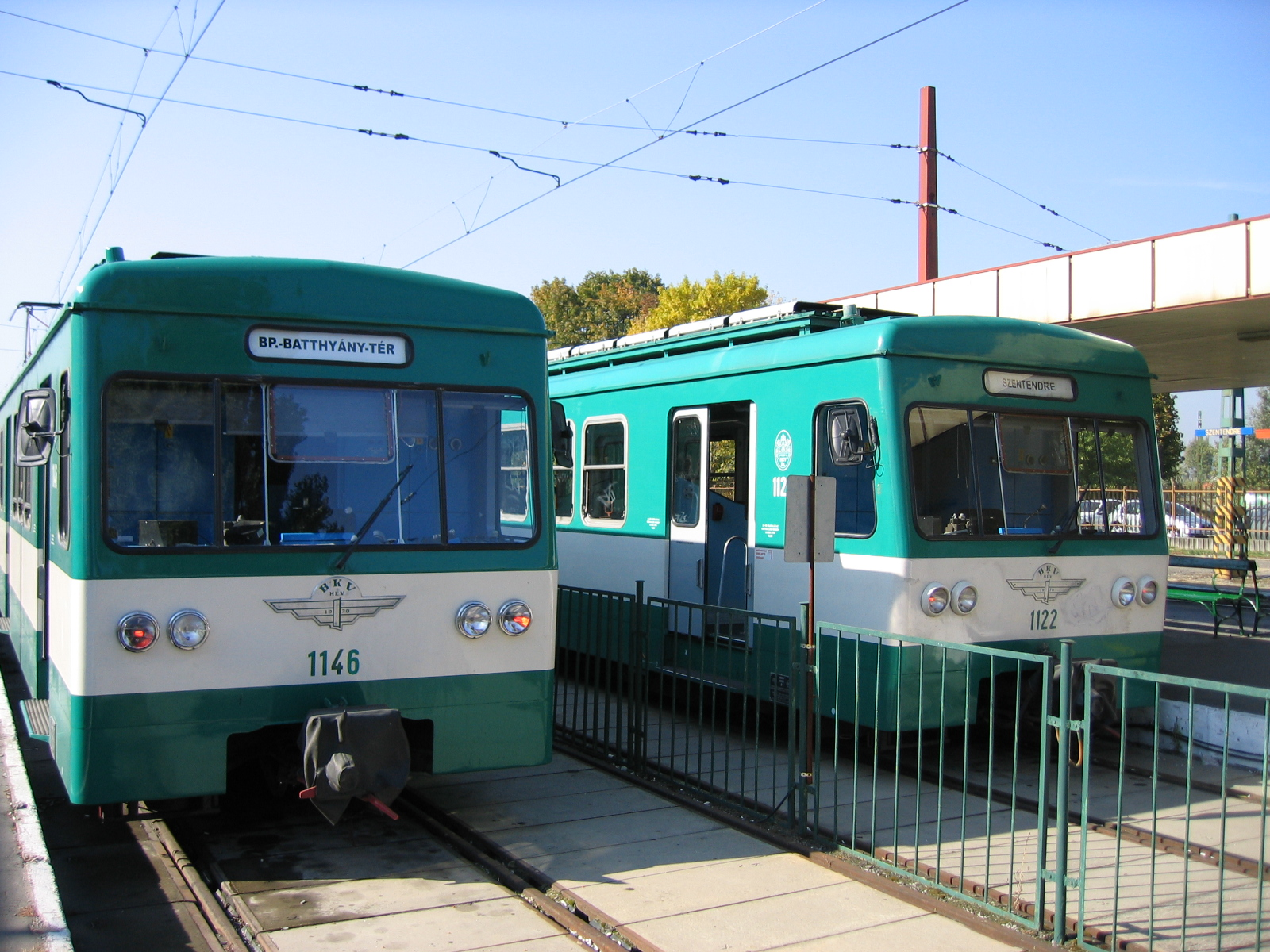
Wagony typu 150 MXA na stacji w Szentendre

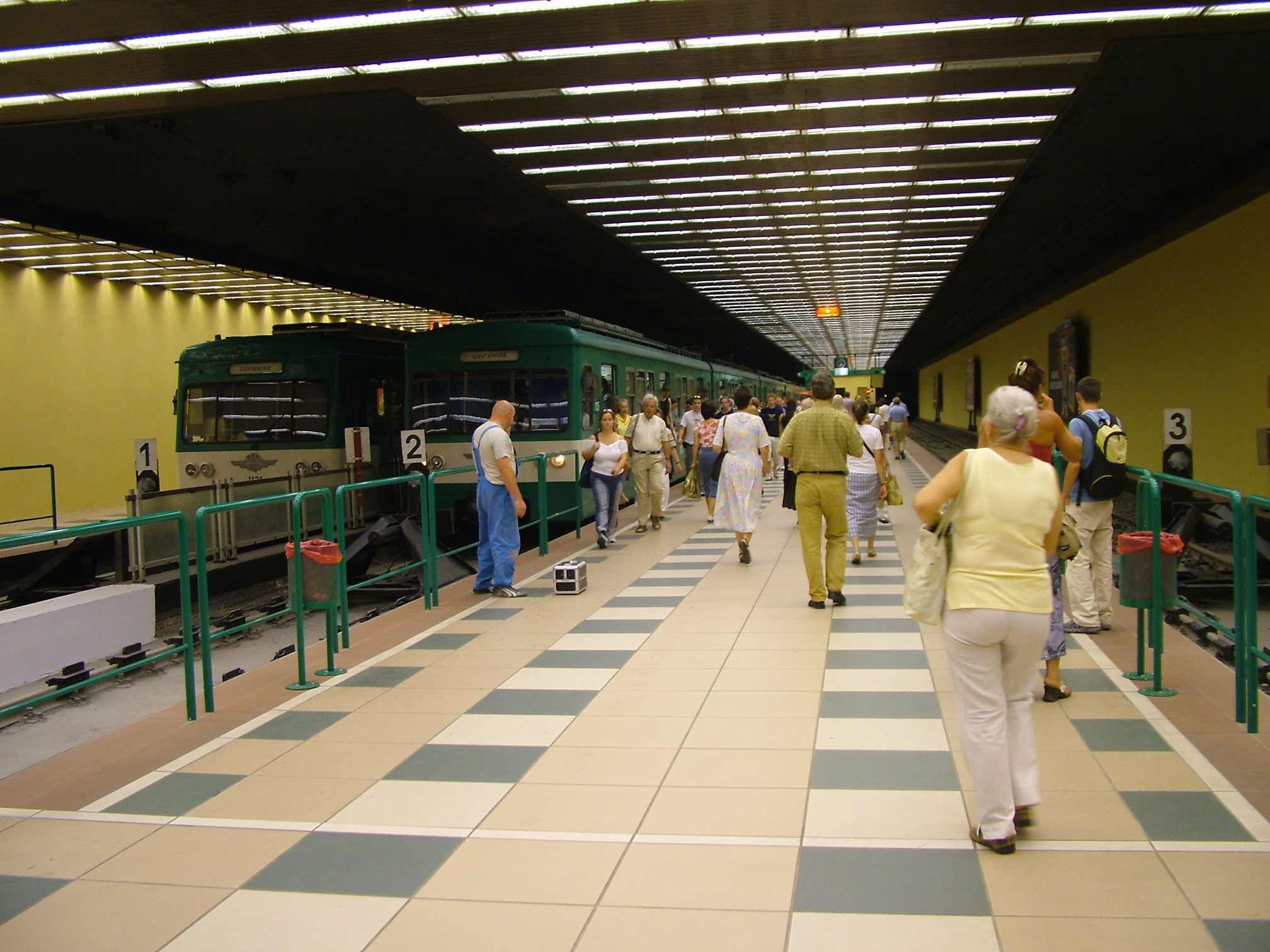
Stacja Batthyány tér

- Linia 5 – pl. Batthyánya–Szentendre, 21 km. Uruchomiona w 1888 r., początkowo z Óbudy (przyst. Filatorigát), miała też połączenie z obwodową linią kolejową. W 1937 r. przedłużono ją do Mostu Małgorzaty w związku z remontem mostu, zaś w 1972 r. – do obecnego przystanku na pl. Batthyánya w celu lepszego powiązania Óbudy z otwartą właśnie linią metra M2 (czerwoną)[1]. Turyści podróżujący tą linią mijają ruiny Aquincum – dawnego osiedla rzymskiego, które powstało jeszcze w prowincji Pannonia.
- Linia 6 – Közvágóhíd–Ráckeve, 40 km. Uruchomiona w 1887 r. jako pierwsza. Przystanek Vágóhíd znajduje się między dworcem Ferencvárosi a południowym mostem kolejowym; jego nazwa oznacza „rzeźnia”, bo właśnie przy dawnej rzeźni zaczynała trasę pierwsza kolejka HÉV. Początkowo prowadziła do Soroksár (ob. XXIII dzielnica), a do 1892 r. przedłużono ją do Ráckeve na wyspie Csepel[1].
- Linia 7 – Boráros tér–wyspa Csepel, 6,7 km. Uruchomiona w 1951 r.[1] Pl. Borárosa znajduje się przy peszteńskim przyczółku Mostu Petőfiego, przystanek końcowy – na wyspie, w XXI dzielnicy.
- Linia 8 – Örs vezér tére–Gödöllő, 25,5 km. Uruchomiona w 1888 r., początkowo od dw. Keleti do Cinkota (ob. w XVI dzielnicy)[2]. W 1911 r. przedłużona do Gödöllő[3]. W 1970 r. skrócona do pl. Örs vezér tére w związku z otwarciem pierwszego odcinka linii metra M2 (czerwonej)[4][5].
- Linia 9 – Örs vezér tére–Csömör, 10,7 km. Od pl. Örs vezér tére do Cinkota pokrywa się z linią 8. Odgałęzienie od Cinkota otwarto w 1900 r., początkowo wracało do linii 8 w Kistarcsa, obecnie odcinek od Csömör do Kistarcsa jest nieużywany. (Obie miejscowości znajdują się już poza granicami Budapesztu.)[2]

## Historyczne linie BHÉV
Dawniej istniały także następujące linie HÉV (mapa: metros.hu):
- Dw. Nyugati–Lajosmizse – wybudowana w 1889 r., od dw. Nyugati do stacji Kőbánya-Kispest pokrywała się z linią kolejową Budapeszt–Cegléd–Szolnok. W latach 30. XX w. przeszła na własność MÁV i przedłużono ją do Kecskemét.
- Dw. Nyugati–Ostrzyhom – wybudowana w 1896 r., na moście Ujpesti pokrywała się z obwodową linią kolejową. W latach 30. XX w. przeszła na własność MÁV.
- Pl. św. Gellerta–Nagytétény– otwarta w 1899 r. Pl. św. Gellerta znajduje się przy budańskim przyczółku Mostu Wolności. Początkowo linia jeździła do Budafok (ob. XXII dzieln.), w 1907 przedłużono ją do Nagytétény. Dodatkowo w 1914 r. uruchomiono boczny odcinek od Albertfalva do Törökbálint. W 1942 r. skrócono je do pl. Zsigmonda Móricza, a w 1963 r. skasowano w związku z otwarciem pierwszego odcinka autostrady M7[7].
- Odgałęzienie linii nr 8 od Sashalom (stacja Nagyicce) do Rákosszentmihály (stacja Rákóczi út – ob. XVI dzielnica) – otwarte w 1911 r., w 1953 r. zastąpione linią tramwajową.
- Odgałęzienie linii nr 6 od Pesterzsébet na wyspę Csepel – otwarte w 1912 r. Linia biegła przez śluzę na wschodniej odnodze Dunaju (tzw. Ráckevei-Duna; śluzę w 1924 r. zastąpił most Gubacsi), a następnie trasą przyszłej linii 7. Po uruchomieniu linii 7 linia przez most Gubacsi była coraz słabiej wykorzystywana, aż wreszcie w 1978 r. zlikwidowano ją całkowicie[8].

## Tabor
Na liniach HÉV jeżdżą elektryczne zespoły trakcyjne, złożone z trzech członów (tzw. mały skład: jednostka silnikowa-wagon pośredni-jednostka silnikowa), które w godzinach szczytu mogą być łączone (dwa małe składy – tzw. duży skład). Są to następujące pojazdy (w sumie 98 małych składów):
- 14 MIXA – produkowane w l. 1963-66 w Budafok (XI dzielnica) i Dunakeszi, jeżdżą tylko na linii 7,
- 32 MX – wyprodukowane w 1971 r. w NRD przez LEW Hennigsdorf, jeżdżą tylko na linii 6,
- 150 MXA – produkowane w l. 1975-1983 przez LEW Hennigsdorf (unowocześniona wersja MX).